# Ægir Steinarsson
Ægir Þór Steinarsson (* 10. Mai 1991 in Reykjavík) ist ein isländischer Basketballspieler. Nach Karrierestart in der isländischen Liga Úrvalsdeild karla und zweijährigem Studium in den Vereinigten Staaten spielt Ægir Steinarsson als Profi seit 2013 im Ausland. Nach zwei Jahren in Schweden spielte er noch einmal kurz in seiner Heimat, bevor er in die zweite spanische Liga LEB Oro ging, wo er mit San Pablo Burgos 2017 die Vizemeisterschaft dieser Spielklasse und den Aufstieg in die höchste Spielklasse erreichte. Ægir Steinarsson indes wechselte zur folgenden Saison 2017/18 zum bisherigen Ligakonkurrenten AB TAU Castelló. Mit der isländischen Basketballnationalmannschaft nahm er an den beiden einzigen EM-Endrunden 2015 und 2017 teil, für die sich die Isländer bis einschließlich 2017 qualifizieren konnten.

## Karriere
Ægir Steinarsson begann seine Karriere bei Fjölnir in seiner Heimatstadt, mit denen er 2009 den sofortigen Wiederaufstieg in die höchste Spielklasse der Úrvalsdeild karla erreichte. Anschließend wurde Ægir Steinarsson zweimal als bester Nachwuchsspieler der isländischen Liga ausgezeichnet, doch Rückkehrer Fjölnir verpasste jeweils knapp den Einzug in die Play-offs der besten acht Mannschaften um die Meisterschaft. 2011 ging Ægir Steinarsson in das Basketball-Mutterland Vereinigte Staaten zum Studium an das Newberry College, ein privates, evangelisch-lutherisches College in Newberry (South Carolina). Deren Hochschulmannschaft Wolves spielt jedoch nur in der South Atlantic Conference der NCAA Division II, wobei im Allgemeinen nur Mannschaften der NCAA Division I als qualifizierende Ausbildungsstätte angesehen werden für Sportler, die eine professionelle Karriere anstreben. Nach zwei Jahren verließ Ægir Steinarsson die Hochschule bereits wieder und begann dann aber doch eine professionelle Karriere als Basketballspieler.
Für die Saison 2013/14 wechselte Ægir Steinarsson in die Basketligan zum schwedischen Vizemeister Dragons aus Sundsvall, bei denen bereits seine erfahrenen Landsleute Hlynur Bæringsson und Jakob Sigurðarson spielten und wo Ægir Steinarsson als Profi-Rookie bei Jakob Sigurðarson ein Stück weit in die Lehre gehen konnte. Die Sundsvall Dragons konnten jedoch auch mit Ægir Steinarsson an vergangene Erfolge nicht mehr anschließen, als die Södertälje Kings die Meisterschaft dominierten und auf dem Weg zu ihrer dritten Meisterschaft in Folge 2015 die Dragons in der Play-off-Halbfinalserie aus dem Weg räumten. Anschließend verließ nicht nur Jakob Sigurðarson die Mannschaft, sondern auch Ægir Steinarsson, der zunächst in seine Heimatstadt zurückkehrte und für Meister Knattspyrnufélag (KR) in der Saison 2015/16 spielte. Den Titelverteidiger verließ er jedoch Ende Februar 2016 als bester Vorlagengeber der Liga mit knapp sieben Assists pro Spiel.
Ægir Steinarsson wechselte von KR zum Ende der Saison 2015/16 in die zweite spanische Liga LEB Oro zum CB Peñas aus Huesca. Der ehemalige Erstligist und Hauptrundensiebte schaffte es in den Play-offs um den verbleibenden sportlichen Aufstiegsplatz noch in die Finalserie, die jedoch klar ohne eigenen Sieg gegen Club Melilla Baloncesto verloren wurde. In der Halbfinalserie hatte Peñas Huesca etwas überraschend den Hauptrundendritten  San Pablo Miraflores aus Burgos in vier Spielen bezwungen, die anschließend Ægir Steinarsson für die folgende Saison verpflichteten. Mit dieser Mannschaft erreichte er in der LEB Oro 2016/17 erneut den dritten Platz einen Sieg hinter dem direkten Aufsteiger San Sebastián Gipuzkoa BC und punktgleich mit dem Zweiten CB Breogán, die man jedoch in der Halbfinalserie der Aufstiegs-Play-offs besiegte und schließlich in der Finalserie gegen CD Maristas Palencia ohne Niederlage in den Play-offs den sportlichen Aufstieg sicherstellte. Im Gegensatz zu früheren Jahren und anderen sportlichen Aufsteigern erfüllte Burgos auch die mittlerweile abgesenkten wirtschaftlichen und infrastrukturellen Voraussetzungen und erhielt anschließend auch die Lizenz für die höchste Spielklasse Liga ACB. Ægir Steinarsson indes bekam keinen neuen Vertrag mehr, obwohl er mit knapp vier Assists pro Spiel bester Vorlagengeber seiner Mannschaft gewesen war. Er wechselte stattdessen zum bisherigen Ligakonkurrenten Amics del Bàsquet TAU an die Ostküste nach Castellón de la Plana nördlich von Valencia, der wie der Drittletzte Huesca als Viertletzter nur knapp den Klassenerhalt erreicht hatte.

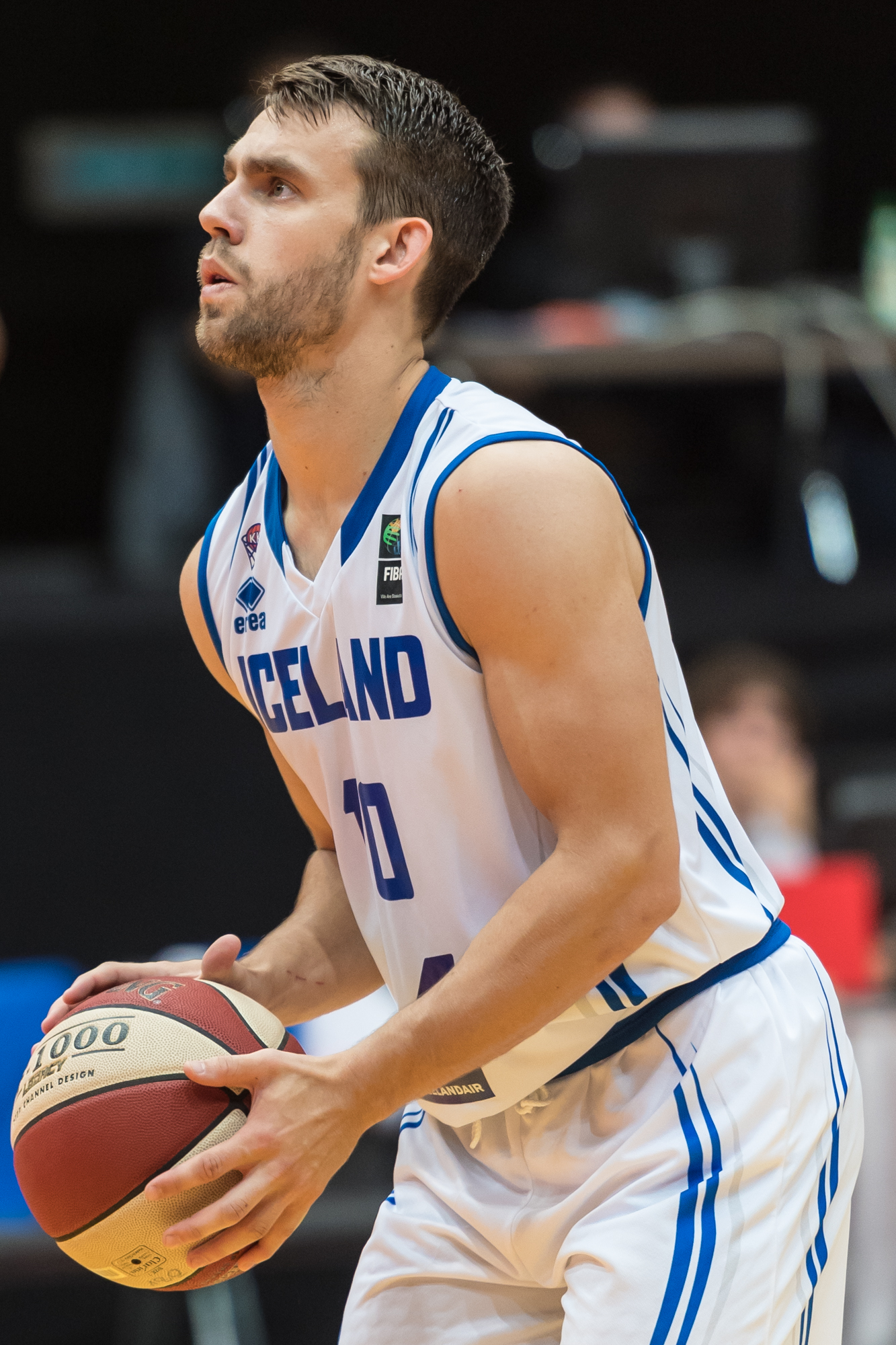
Ægir Steinarsson im Nationaltrikot 2016 beim Freiwurf

Die isländische Nationalmannschaft hatte in der Vergangenheit nur an kleineren Endrundenturnieren wie dem der so genannten Division B der FIBA Europa sowie den Spielen der kleinen Staaten von Europa teilgenommen. Im Sommer 2014 konnte sich die Auswahl in der EM-Qualifikation etwas überraschend gegen die britische Basketballnationalmannschaft durchsetzen und sich erstmals für eine FIBA-Endrunde der besten europäischen Nationalmannschaften qualifizieren. Bei der EM-Endrunde selbst ein Jahr später 2015 spielte die Nationalmannschaft ihr erstes Endrundenspiel überhaupt in der Berliner Mercedes-Benz Arena gegen Gastgeber Deutschland, das jedoch mit 65:71 knapp verloren ging. Auch in den folgenden vier Vorrundenspielen gelang kein Sieg mehr, wobei die türkische Basketballnationalmannschaft eine Verlängerung benötigte, um die Isländer 111:102 zu besiegen. Nach dem frühzeitigen Ausscheiden bei der Premiere konnte sich die isländische Auswahl im EM-Qualifikationssommer 2016 erneut qualifizieren, als man sich gegen Zypern und die Schweizer Nati durchsetzte, deren einziger Qualifikationssieg aber gegen die Isländer gelang. Bei der EM-Endrunde 2017 versucht Ægir Steinarsson nunmehr, mit seinen Mannschaftskameraden zumindest den ersten Endrundensieg einer isländischen Auswahl zu erringen.